# Гагуль
Гагуль — упразднённое село в Ермаковском районе Красноярского края. На момент упразднения входило в состав Верхнеусинского сельсовета. Упразднено в 2005 г.

## География
Располагалось у северного подножья гор Чинге-Даг, в так называемой Гагульской котловине, на правом берегу реки Саксонак (приток Теплой), в 27 км к юго-востоку от села Верхнеусинское.

## Население
Переписью 2002 года не учитывалось в качестве самостоятельного населённого пункта. 